# Heinrich Karl Scholz
Heinrich Karl Scholz (16. října 1880 Luh, Rakousko-Uhersko – 12. června 1937 Vídeň, Rakousko) byl rakouský sochař.

## Životopis
V mládí se vyučil malířem porcelánu. Pak pokračoval na pokračovací škole v Hejnicích, dále mezi roky 1900 a 1905 na liberecké Střední průmyslové škole, po níž následně pokračoval Akademii výtvarných umění ve Vídni. Zde ho učili například Edmund Hellmer nebo Hans Bitterlich. Od roku 1912 žil ve Vídni a tam také začal ještě během studií tvořit svá první díla. Získal za ně například Gundelovu cenu.
Scholz tvořil jak velká díla, tak také plakety, medaile nebo plastiky. Jeho díla jsou vystavena v severních Čechách, dále v Haliči, což je území rozkládající se v Polsku a na Ukrajině, a jeho tvorba se nachází také ve Vídni.
Jeho postavu zahrnul český spisovatel Jaroslav Hašek do svého románu Osudy dobrého vojáka Švejka za světové války, kde se zmiňuje o postavě sochaře Scholce.

## Dílo
Mezi Scholzova díla patří například:
- socha madony pro kostel Nanebevzetí Panny Marie v Raspenavě[3]
- pomník Clam-Gallasů umístěný v kostele Navštívení Panny Marie v Hejnicích[3]
- bronzová socha Albrechta z Valdštejna z roku 1934, osazená do roku 1947 ve Frýdlantě. Pak byla násilně odstraněna a roku 2011 se navrátila zpět[5]

## Galerie

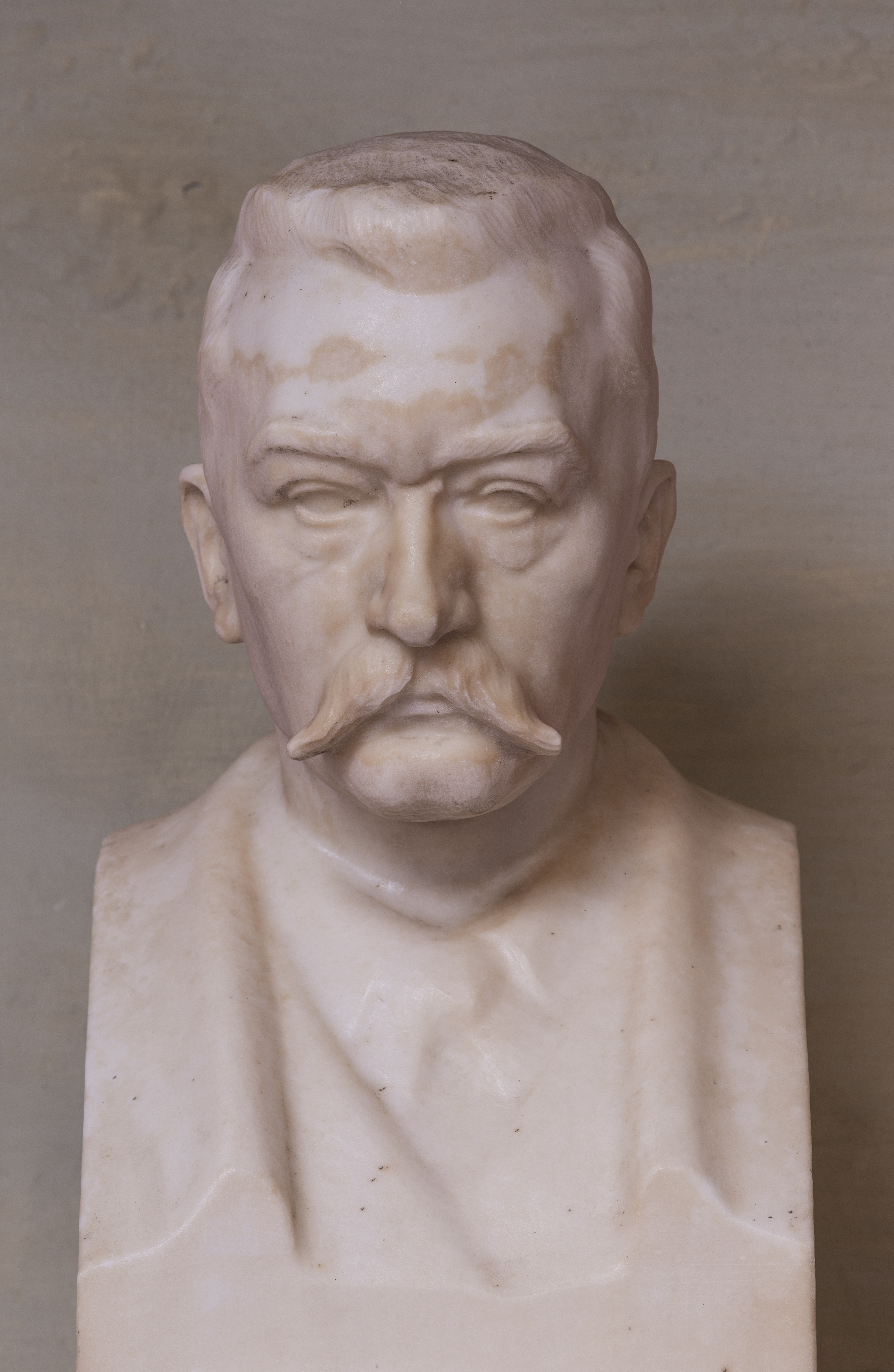
Mramorová busta Edmunda von Neusser, Vídeňská universita, odhaleno 1928
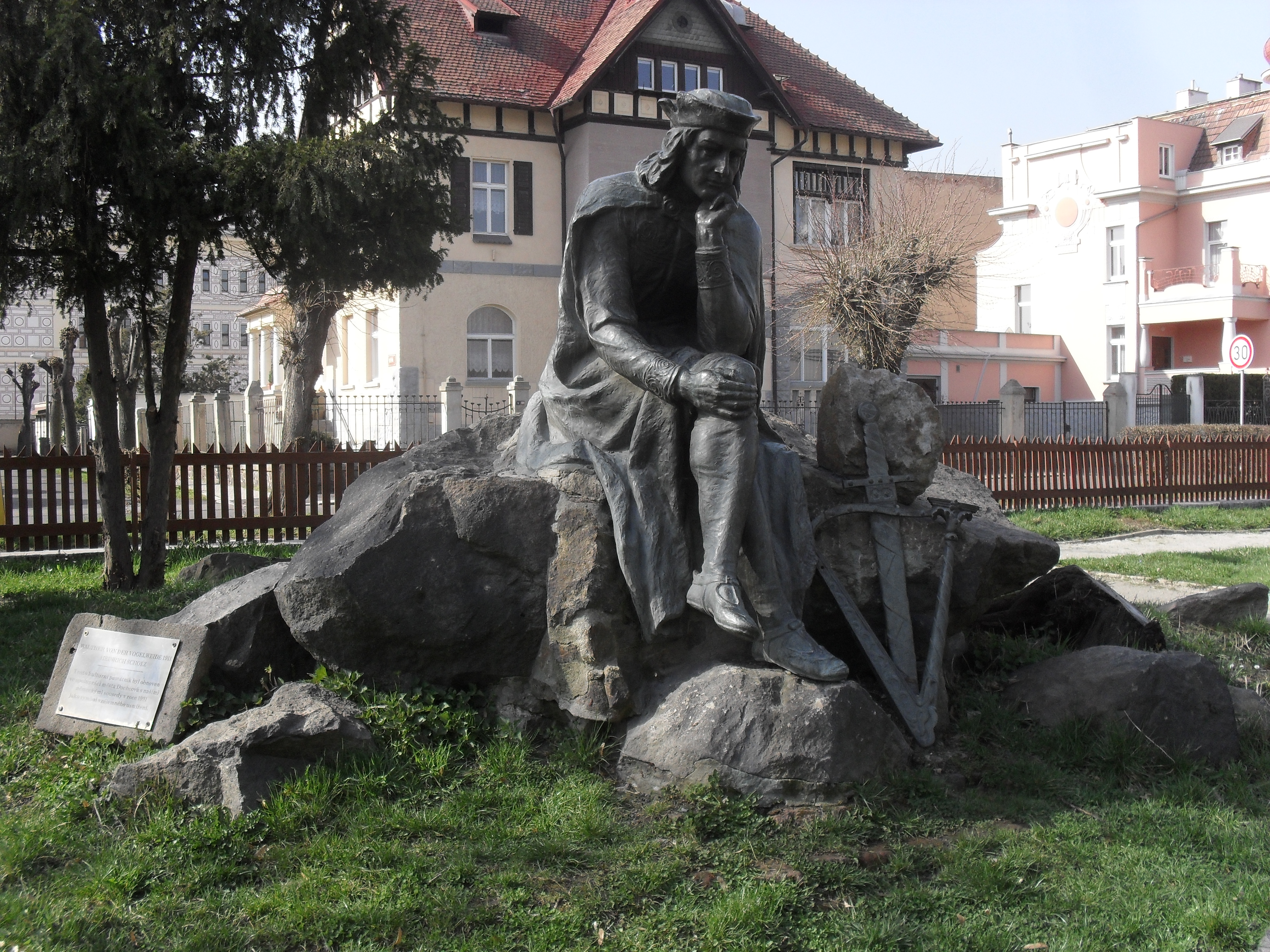
Socha Walthera von der Vogelweide - Tyršova ul., park Obránců míru, Duchcov
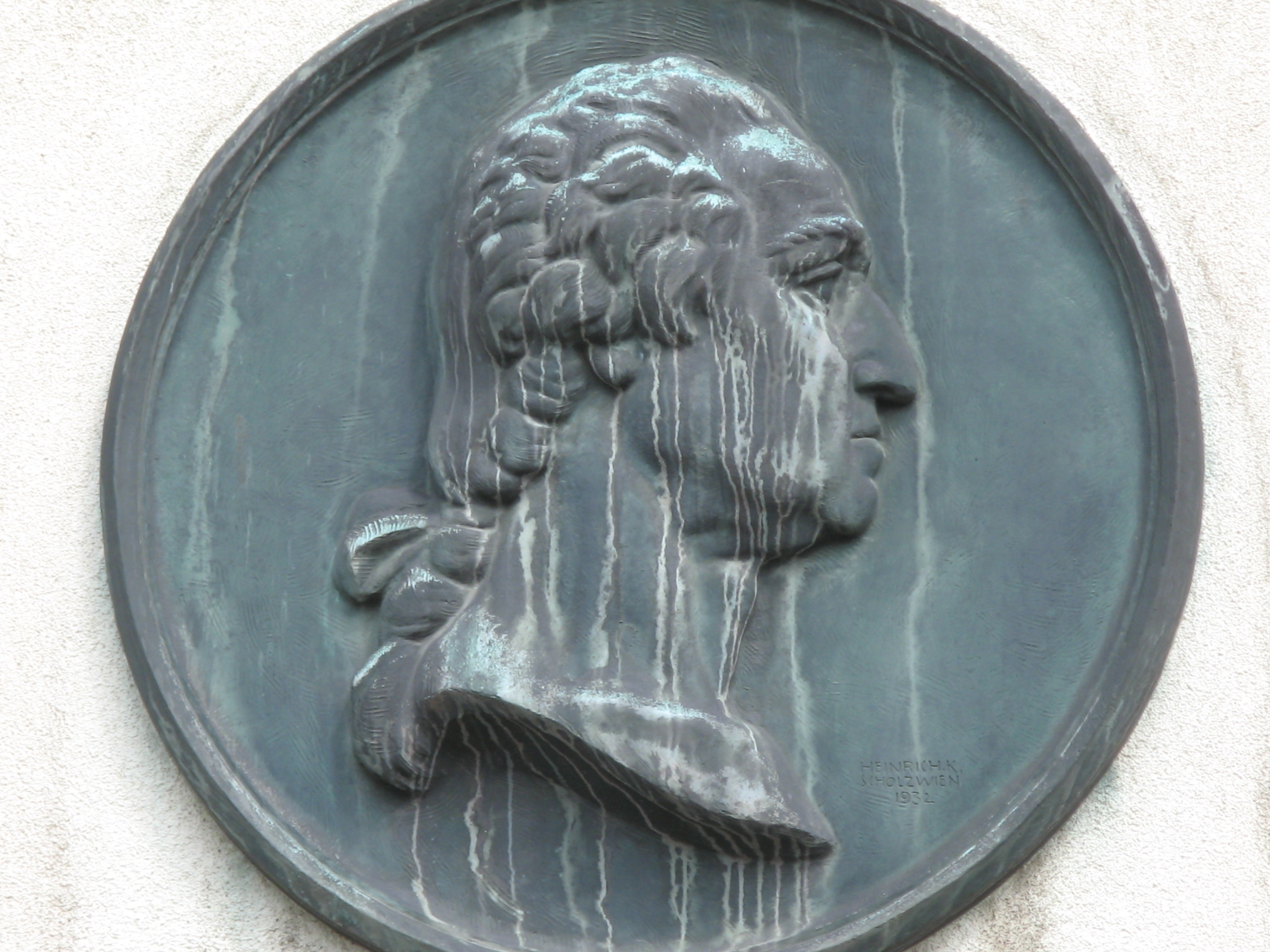
Georg Washington, reliéfní medailon ( 1932), George Washington-Hof, Vídeň
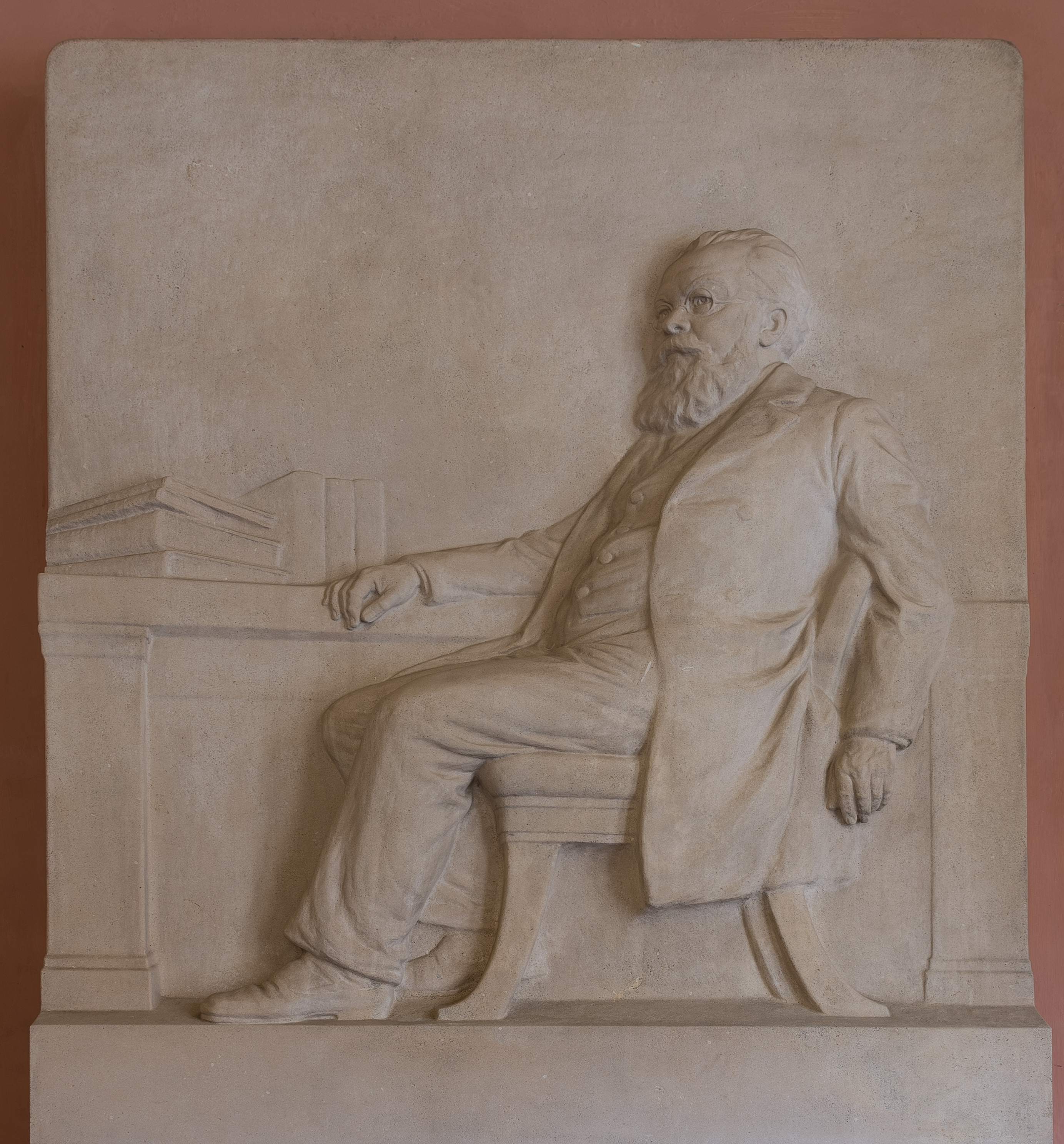
Reliéf (část) Wilhelma von Hartela, Universita ve Vídni